# Anilidi
Anilidi (anil[in] + -id) su organski kemijski spojevi koji nastaju kada se jedan vodikov atom iz –NH2 skupine anilina zamijeni ostatkom organske kiseline, pri čemu se izdvaja voda. Tako na primjer reakcijom octene kiseline i anilina nastaje acetanilid, C6H5NHCOCH3. Anilidi se upotrebljavaju za pripravu lijekova i sredstava za zaštitu bilja.

## Acetanilid
Acetanilid (acet- + anilid), C6H5NHCOCH3, je bijela kristalna tvar. Nastaje reakcijom octene kiseline s anilinom. Služio je u medicini kao antipiretik (sredstvo za snižavanje povišene tjelesne temperature) i analgetik (antifebrin), a danas je zamijenjen manje otrovnim analgeticima. Upotrebljava se u sintezi drugih lijekova i bojila.